# Alar del Rey
Alar del Rey település Spanyolországban, Palencia tartományban. Alar del Rey Aguilar de Campoo, Rebolledo de la Torre, Sotresgudo, Herrera de Pisuerga, Prádanos de Ojeda és Santibáñez de Ecla községekkel határos. Lakosainak száma 912 fő (2024).

## Népesség
A település népessége az elmúlt években az alábbi módon változott:
| Lakosok száma | 1284 | 1185 | 1089 | 1045 | 1031 | 989  | 944  | 934  | 909  | 912  |
|               | 2001 | 2004 | 2007 | 2009 | 2012 | 2014 | 2017 | 2019 | 2022 | 2024 |